# Grand Funk Railroad
Grand Funk Railroad (također znan kao "Grand Funk") je američki rock sastav koji je bio jako popularan za vrijeme 1970.-tih. Prodali su više od 25 milijuna ploča, bili stalno na turneji, punili arene širom svijeta, i primili 4 RIAA zlatna albuma 1970.-te - najviše od svih američkih grupa te godine. Trenutačna postava koristi nadimak "The American Band", kao referencu na njihov hit iz 1973. - "We're an American Band". Zanimljiva stvar kod te grupe je bila da unatoč tome što ih je kritika mrzila, publika ih je obožavala. Ime sastava je igra riječi s "Grand Trunk Railroad" - željeznička linija koja je prolazila kroz njihov grad - Flint, u saveznoj državi Michigan.

## Studijski albumi
- On Time (1969.)
- Grand Funk (1969.)
- Closer to Home (1970.)
- Survival (1971.)
- E Pluribus Funk (1971.)
- Phoenix (1972.)
- We're an American Band (1973.)
- Shinin' On (1974.)
- All the Girls in the World Beware!!! (1974.)
- Born to Die (1976.)
- Good Singin', Good Playin' (1976.)
- Grand Funk Lives (1981.)
- What's Funk? (1983.)